# Rezerwat przyrody Bór Samliński im. Henryka Zięciaka
Rezerwat przyrody Bór Samliński im. Henryka Zięciaka – leśny rezerwat przyrody położony na terenie gmin Golczewo i Kamień Pomorski w powiecie kamieńskim (województwo zachodniopomorskie).

## Powołanie
Obszar chroniony utworzony został 14 kwietnia 2015 r. na podstawie Zarządzenia Regionalnego Dyrektora Ochrony Środowiska w Szczecinie z dnia 10 marca 2015 r. w sprawie uznania za rezerwat przyrody „Bór Samliński im. Henryka Zięciaka” (Dz. Urz. Woj. Zach. z 2015 r. poz. 1083). Otrzymał imię Henryka Zięciaka, emerytowanego leśniczego z leśnictwa Samlino, znanego z inwentaryzacji roślin chronionych na terenie swojego leśnictwa i opieki nad bielikami, który starał się o tworzenie nowych form ochrony przyrody.

## Położenie
Rezerwat obejmuje 56,62 ha powierzchni (akt powołujący i zarządzenie z 2016 podawały 55,26 ha), z czego 56,54 ha podlega ochronie czynnej, a 0,08 ha – krajobrazowej. Obejmuje on tereny położone w nadleśnictwie Rokita w leśnictwie Samlino (wydzielenia 14m, n, o, ~a, 29j, 30a-j, l, ~a, ~b, 31a, b, c, d, f, g, ~b, ~c, 32a, ~c, 47a, d, g, ~b), co odpowiada działkom ewidencyjnym w obrębach Samlino (gmina Golczewo, dz. ew. nr 47/1) i Benice (gmina Kamień Pomorski, dz. ew. nr 14, 29/1, 30, 31, 32). Jest położony ok. 1,5 km na południe od Krzemykowa i ok. 1 km na północny wschód od Dobromyśla, w pobliżu styku granic gmin Kamień Pomorski, Golczewo i Świerzno. Przez jego obszar przebiegają drogi leśne z Mechowa, Niemicy i Benic.

## Charakterystyka
Celem ochrony rezerwatowej jest „zachowanie różnych typów zbiorowisk leśnych, wykazujących wiele cech naturalności, z licznymi stanowiskami rzadkich i chronionych gatunków roślin”. Wśród występujących roślin są m.in. trzęślica modra, siódmaczek leśny, śmiałek pogięty, tojeść pospolita i wietlica samicza, a od lat 70. gniazduje tu bielik. Porastają tu bory i lasy silnie wilgotne, a także występują starodrzewia w wieku do 150 lat.